# Le avventure di Teddy Ruxpin (singolo)
Le avventure di Teddy Ruxpin è il sessantaseiesimo singolo discografico di Cristina D'Avena, pubblicato nel 1990. Il brano era la sigla della serie animata omonima, scritta da Alessandra Valeri Manera su musica e arrangiamento di Carmelo Carucci. Sul lato B è incisa la versione strumentale.

## Edizioni
Il brano "Le avventure di Teddy Ruxpin" è stato inserito nella compilation Fivelandia 8.

## Tracce
Lato A
1. Le avventure di Teddy Ruxpin – 3:23 (Alessandra Valeri Manera-Carmelo Carucci)

Durata totale: 3:23
Lato B
1. Le avventure di Teddy Ruxpin (strumentale) – 3:23 (Alessandra Valeri Manera-Carmelo Carucci)

Durata totale: 3:23